# Murgilă
Murgilă este personificarea serii, a amurgului, în basmele populare românești. 
Murgilă, Miazănoapte și Zorilă sunt trei personaje care se urmăresc unul pe altul fără să se întâlnească vreodată, reprezentând astfel scurgerea timpului.
„Se duse, se duse, până ce dete de o pădure, în care întâlni pe Murgilă, și pe care îl opri pe loc, ca să mai întârzie noaptea. Merse după aceea mai departe și dete peste Miazănoapte, și trebui să o lege și pe dânsa ca să nu dea peste Murgilă. ”— Balaurul cel cu șapte capete,  basm poular românesc